# 莫亞區
莫亞區（西班牙語：Distrito de Moya），是秘魯的一個區，位於該國中南部萬卡韋利卡大區的萬卡韋利卡省，面積94.08平方公里，海拔高度3,162米，2005年人口1,706，人口密度每平方公里18人。